# Elitserien i volleyball for kvinder
Elitserien i volleyball for kvinder er den øverste volleyballrække i Sverige. Ligaen blev grundlagt i 1962. Med 19 sejre er Sollentuna VK det mest succesrige hold.

## Mestre
| - 1962 – Bosöns IK - 1963 – Bosöns IK - 1964 – Bosöns IK - 1965 – Kolbäcks VK - 1966 – Bosöns IK - 1967 – Bosöns IK - 1968 – Vallentuna BK - 1969 – Kolbäcks VK - 1970 – Värnamo FK - 1971 – Alingsås VK - 1972 – Värnamo FK - 1973 – Värnamo FK - 1974 – Värnamo FK - 1975 – Sollentuna VK - 1976 – Sollentuna VK - 1977 – Sollentuna VK - 1978 – Sollentuna VK - 1979 – Sollentuna VK - 1980 – Sollentuna VK - 1981 – Sollentuna VK - 1982 – Sollentuna VK - 1983 – Sollentuna VK - 1984 – Sollentuna VK - 1985 – Sollentuna VK - 1986 – Sollentuna VK - 1987 – Sollentuna VK - 1988 – Sollentuna VK - 1989 – Upsala Studenters IF - 1990 – Sollentuna VK - -1991 – Sollentuna VK | - 1992 – Sollentuna VK - 1993 – Uppsala VBS - 1994 – Vallentuna VBK - 1995 – Sollentuna VK - 1996 – KFUM Örebro - 1997 – KFUM Örebro - 1998 – KFUM Örebro - 1999 – KFUM Örebro - 2000 – KFUM Örebro - 2001 – KFUM Örebro - 2002 – Katrineholms VK - 2003 – Örebro volley - 2004 – Örebro volley - 2005 – Örebro volley - 2006 – Engelholms VS - 2007 – Sollentuna VK - 2008 – Örebro volley - 2009 – Engelholms VS - 2010 – Katrineholms VK - 2011 – Katrineholms VK - 2012 – Lindesbergs VBK - 2013 – Katrineholms VK - 2014 – Hylte/Halmstad VBK - 2015 – Engelholms VS - 2016 – Engelholms VS - 2017 – Engelholms VS - 2018 – Engelholms VS - 2019 – Engelholms VS - 2020 – afbrudt på grund af Coronaviruspandemien - 2021 – Hylte/Halmstad VBK - 2022 – Hylte/Halmstad VBK |